# Saverio
Saverio es un nombre propio de origen italiano. Procede o es un cognado de Xavier y Javier, ambos originarios de Xabier, el nombre vasco de la ciudad española Javier. Xabier es en sí mismo la romanización de etxe berri que significa "casa nueva" u "hogar nuevo".
El nombre de Javier guarda relación con localidades como Lumbier o Javerri (en Lónguida); o Javierre (cerca de Bielsa), Javierre del Obispo, Javierregay, Javierrelatre, en La Jacetania, o posiblemente con Ejea de los Caballeros o Alcubierre ya en el Aragón más meridional. El gentilicio de Javier es javierino o javierina.

## Personajes
Entre los personajes que llevan ese nombre de pila encontramos a:
- Sav Rocca (Saverio Giovanni Rocca, nacido en 1973), jugador de fútbol americano profesional australiano en los Estados Unidos.
- Saverio Bettinelli (1718-1808), escritor italiano.
- Saverio Costanzo (nacido en 1975), director de cine italiano.
- Saverio Fava (1832-1913), primer embajador italiano en Estados Unidos.
- Saverio Gandini (1729-1796), pintor italiano de los períodos barroco tardío y neoclásico.
- Saverio Mercadante (1795-1870), compositor italiano.

##### Segundo nombre o apellido
- Francesco Saverio Romano (nacido en 1964), político y abogado italiano